# How to Train Your Dragon (2025)
How to Train Your Dragon is een Amerikaanse fantasyfilm uit 2025, geregisseerd, geschreven en mede geproduceerd door Dean DeBlois. De film is een liveaction remake van de gelijknamige animatiefilm uit 2010, die tevens door DeBlois geschreven en geregisseerd werd.

## Verhaal
De film volgt de jonge ongemakkelijke tiener Hiccup Horrendous Haddock III. Hiccup is de zoon van Stoick the Vast; de leider van het ruige eiland Berk, waar Vikingen en draken al verschillende generaties lang bittere vijanden van elkaar zijn. Door deze oorlog tussen de Vikingen en draken wordt er van Hiccup verwacht dat hij ook tegen de draken zal strijden. Om een echte Viking te worden moet hij een draak zien te doden. Echter wanneer Hiccup een speciale vriendschap ontwikkeld met de Night Fury-draak Toothless, ziet hij een kans om de toekomst van zijn stam te veranderen en de ware aard van de draken te laten zien.

## Rolverdeling
| acteur           | personage                     |
| ---------------- | ----------------------------- |
| Mason Thames     | Hiccup Horrendous Haddock III |
| Gerard Butler    | Stoick the Vast               |
| Nico Parker      | Astrid Hofferson              |
| Nick Frost       | Gobber the Belch              |
| Julian Dennison  | Fishlegs Ingerman             |
| Gabriel Howell   | Snotlout Jorgenson            |
| Bronwyn James    | Ruffnut Thorston              |
| Harry Trevaldwyn | Tuffnut Thorston              |
| Ruth Codd        | Phlegma                       |

## Achtergrond

### Ontwikkeling
In februari 2023 werd door distributeur Universal Pictures bekend gemaakt dat zij meewerkte aan het maken van een liveaction remake van de gelijknamige animatiefilm uit 2010, die op zijn beurt deels gebaseerd is op de gelijknamige boekenserie van Cressida Cowell. Hierbij werd bevestigd dat Dean DeBlois, die de animatiefilm regisseerde en schreef, ook voor deze film zal aantreden als regisseur, schrijver en ditmaal tevens als een van de producenten. Tijdens de productie zal DeBlois ondersteund worden door Marc Platt en Adam Siegel. Diezelfde maand werd bekend dat componist John Powell, die de muziek van de animatiefilmserie verzorgde, terug zou keren om de muziek van deze film te verzorgen.
In mei 2023 werd bekend dat acteurs Mason Thames en Nico Parker waren aangenomen om de hoofdrollen van Hiccup en Astrid te vertolken. In januari 2024 werd bekend dat Gerard Butler, die de stem van Stoick in de animatiefilm verzorgde, zijn rol zal hernemen in de liveaction-film. Verder werden diezelfde maand andere acteurs aan de film toegevoegd, waaronder Nick Frost, Gabriel Howell en Julian Dennison.

### Productie
De opnamen van de film stonden oorspronkelijk gepland om in de zomer van 2023 van start te gaan, echter werden deze voortijdig stilgelegd wegens de SAG-AFTRA-staking van 2023. Nadat de staking beëindigt werd, gingen in december 2023 screentesten van start. De opnamen van de film gingen vervolgens op 15 januari 2024 van start in Belfast, Noord-Ierland en werden op 16 mei 2024 afgerond.

## Release en ontvangst
Op 19 november 2024 bracht DreamWorks Animation de eerste trailer en poster van de film uit. How to Train Your Dragon ging op 2 april 2025 in première op CinemaCon in The Colosseum in Las Vegas. De film werd door distributeur Universal Pictures wereldwijd uitgebracht en ging op 13 juni 2025 in première in de Amerikaanse bioscopen. De film had oorspronkelijk de geplande datum van 26 juli 2024, deze werd echter verschoven wegens de SAG-AFTRA-staking van 2023. De film kreeg overwegend positieve kritieken van de filmcritici, met een score van 76% op Rotten Tomatoes, gebaseerd op 249 beoordelingen.

### Kassaopbrengsten
How to Train Your Dragon ging op 13 juni 2025 in de Amerikaanse bioscopen in première naast Materialists met de verwachting van een bruto-opbrengst in het openingsweekend van 70 à 80 miljoen Amerikaanse dollars in 4356 bioscopen. De film bracht uiteindelijk 83,7 miljoen dollar op in zijn openingsweekend en eindigde daarmee op de eerste plaats aan de kassa. Op 15 juni 2025 had de film, samen met de opbrengst van 114,1 miljoen dollar in de andere gebieden, een totale opbrengst van 197,8 miljoen dollar.

## Vervolg
In april 2025 werd al de liveaction-remake van How to Train Your Dragon 2 (2014) aangekondigd. Deze film staat gepland om op 11 juni 2027 in de bioscopen te komen.